# Georges Valois

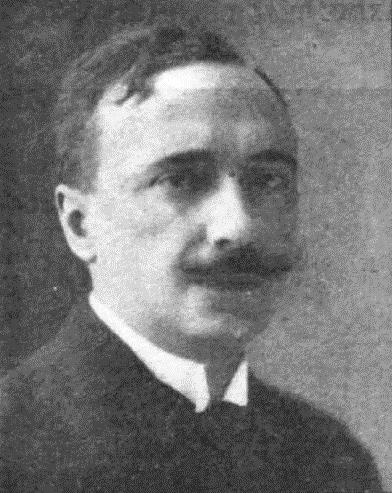
Georges Valois (1925)

Georges Valois (* 7. Oktober 1878 in Paris als Alfred-Georges Gressent; † im Februar 1945 im KZ Bergen-Belsen) war ein französischer Journalist und Politiker.

## Leben und Karriere
Im Alter von 17 Jahren ging Georges Valois in die britische Kronkolonie Singapur und kehrte 1898 nach Paris zurück. In seinen jungen Jahren war er Anarcho-Syndikalist. Als Sekretär der Zeitung L’Humanité Nouvelle fand er Arbeit und begegnete Georges Sorel. Nach einem Aufenthalt im zaristischen Russland 1903 arbeitete er als Sekretär im Verlagshaus Armand Colin.
Valois begegnete dem französischen Monarchisten und Nationalisten Charles Maurras und wurde Mitglied der Action française, in deren Programm er die Probleme der Arbeiterklasse zu verankern versuchte. Da seine Beschäftigung gefährdet war, falls seine Beziehung zu politischem Extremismus bekannt geworden wäre, begann er, sein Pseudonym zu benutzen. 1911 gründete er mit Edouard Berth den Cercle Proudhon, eine Gruppe, die eine Konvergenz von Syndikalisten und Nationalisten suchte, jedoch keinen Erfolg hatte. Der Cercle mischte Sorels syndikalrevolutionäre Ideen mit dem Integrismus von Charles Maurras, in dessen Mittelpunkt Antisemitismus stand. Der Historiker Zeev Sternhell zählt diese Politik zum Prototyp des italienischen Faschismus. Ein Jahr später nahm er Kurs auf das Verlagshaus Nouvelle librairie nationale der Action française, einen Posten, den er bis 1925 behalten sollte. Valois war ein erklärter Feind der Bourgeoisie, was ihn in der Action française isolierte und schließlich zum Bruch mit ihr führte. 
1925 gründete er die erste offen faschistische Partei außerhalb Italiens, den Faisceau, für die er zwei Großunternehmer als Spender gewinnen konnte, die sich vom Faschismus eine effektive Bekämpfung des Parti communiste français (PCF, Französische Kommunistische Partei) erhofften: der Parfümhersteller François Coty und der Cognacproduzent Jean Hennessy. Nach gewissen Anfangserfolgen, die im Beitritt von rechtsextremen Personen wie Hubert Lagardelle und Marcel Bucard bestanden, verschwand sie 1928 wieder, als Valois selbst bereits aus der Partei ausgeschlossen worden war. Es gelang der Partei nicht, die Mittelschicht für faschistische Ideen zu gewinnen, was auch mit der Position der römisch-katholischen Kirche zu tun hatte, die 1926 Teile von Maurras’ Werken auf den Index des Heiligen Offiziums gesetzt und die Mitglieder der Action française exkommuniziert hatte. Daraufhin hatte sich ein Teil der Gruppe entschieden, die republikanischen Institutionen zu infiltrieren, während der militantere Teil sich später in der terroristischen Cagoule zusammenfand.
Nachdem er die finanzielle Unterstützung verloren hatte und die Faisceau 1928 aufgelöst worden war, gründete er die Parti républicain syndicaliste (PRS, republikanische Gewerkschaftspartei). Nach der Krise vom 6. Februar 1934 (bei der aus Protest gegen die Stavisky-Affäre und wahrscheinlich als Staatsstreich nach Vorbild von Mussolinis Marsch auf Rom geplant, vor dem Palais Bourbon Unruhen ausbrachen), gründete Valois die links angesiedelte Zeitschrift Le Nouvel Age, die in den 1930er-Jahren in nonkonformistischen Kreisen zirkulierte. Sowohl seine Partei als auch seine Zeitschrift wiesen sich fraglos als korporatistisch aus, die faschistischen Wurzeln folgten. 1935 bemühte sich Valois trotz Unterstützung von Marceau Pivert vergeblich um Aufnahme in die SFIO.
Während der deutschen Besetzung im Zweiten Weltkrieg trat er der Résistance bei und wurde von den deutschen Besatzern festgenommen. Er starb Anfang 1945 an Typhus im KZ Bergen-Belsen.

## Werke
- D'un siècle à l'autre - Chronique d'une génération (1885-1920) (= Von einem Jahrhundert ins andere - Chronik einer Generation, 1885 - 1920), 1921
- Basile ou la politique de la calomnie (= Basile oder die Politik der Verleumdung), 1927
- L’Homme contre l’argent (= Mensch gegen Geld), 1928
- Un Nouvel âge de l’humanité (= ein neues Zeitalter der Menschlichkeit), 1929
- Finances italiennes (= italienische Finanzen), 1930
- Économique (= Wirtschaft), 1931
- Guerre ou révolution (= Krieg oder Revolution), 1931
- Journée d’Europe (= europäisches Tagebuch), 1932
- 1917–1941: fin du bolchevisme, conséquences européennes de l’événement (= Ende des Bolschewismus, europäische Konsequenzen des Ereignisses), 1941
- L’Homme devant l’éternel (= Mensch vor der Ewigkeit; nach dem Tode veröffentlicht), 1947